# Korablino
Korablino (en russe : Кораблино) est une ville de l'oblast de Riazan, en Russie, et le centre administratif du raïon Korablinski. Sa population s'élevait à 11 741 habitants en 2013.

## Géographie
Korablino est située à 80 km au sud de Riazan et à 257 km au sud-est de Moscou.

## Histoire
Korablino est mentionnée pour la première fois comme le village de Korablino, en 1676, qui se trouvait au milieu de forêts de chênes, dont le bois était utilisé pour la construction de bateaux destinés à la navigation sur le Don. Korablino se développa grâce à l'ouverture, en 1866, de la voie ferrée Riazan – Kozlovsk, en devenant un entrepôt. Des mines de houille furent ouvertes dans les années 1950 ainsi qu'une fabrique de tissus de soie. Korablino accéda au statut de commune urbaine en 1958 puis à celui de ville en 1965.

## Population
Recensements (*) ou estimations de la population
| 1959* | 1970*  | 1979*  | 1989*  |
| ----- | ------ | ------ | ------ |
| 5 265 | 13 131 | 14 789 | 15 349 |

| 2002*  | 2010*  | 2012   | 2013   |
| ------ | ------ | ------ | ------ |
| 14 690 | 12 658 | 12 090 | 11 741 |

## Économie
L'économie de Korablino repose sur les entreprises :
- AO Korablinski spitrozavod (АО "Кораблинский спитрозавод") : alcool, vodka, mayonnaise, eau minérale.
- ZAO Korteks (ЗАО "Кортекс") : filés, tissus de soie, tissus techniques, etc.
- OAO Modoul (ОАО "Модуль") : éléments préfabriqués pour le bâtiment.

## Transports

### Transport ferroviaire
Korablino est une gare ferroviaire située sur la ligne Riazan - Mitchourinsk de la branche Moscou-Riazan des chemins de fer moscovites. La gare est située dans le centre de la ville.

### Transport automobile
Les routes régionales R-126 "Riazan - Riajsk - Iefremov" et R-127 "Pehlets - Korablino - Skopine" passent par Korablino.
Des bus réguliers interurbains (vers Riazan, Novomichurinsk, Skopin) et intra-district (vers Molovka, Klyuch, Chizhovo) partent de la ville. Les transports urbains sont assurés par des bus circulant sur la ligne "RMZ - Bobrovinka".